# Eupithecia retusa
Eupithecia retusa är en fjärilsart som beskrevs av Kruger 1939. Eupithecia retusa ingår i släktet Eupithecia och familjen mätare. Inga underarter finns listade i Catalogue of Life.